# 新田义贞
新田義貞（日语：／ Nitta Yoshisada，正安2年（1300年）頃 - 延元3年/建武5年閏7月2日（1338年8月17日）），幼名為小太郎，正式名為源義貞。為鎌倉幕府末期至南北朝時期之御家人、武將，河內源氏一族，新田氏第八代當主。協助後醍醐天皇，滅亡鎌倉幕府。後不敵足利尊氏，自刎而死。1882年，明治天皇贈正一位。

## 簡介
新田義貞為河內源氏八幡太郎源義家四男源義國庶長子新田義重的子孫。另一方面，足利氏家祖足利義康為新田義重之弟。兩家於源平合戰時先後加入源賴朝陣營，成為鎌倉幕府御家人。
1333年，足利尊氏倒向天皇，號稱「勤王」，領兵反抗幕府，攻擊六波羅探題。於此之機，新田義貞於關東起兵，攻克鎌倉，立下大功(小手指原之戰→久米川之戰→分倍河原之戰→關戶之戰→鎌倉之戰→東勝寺合戰)。
1335年，足利尊氏反叛朝廷，新田義貞、楠木正成各自起兵討伐，新田義貞先是擊破足利直義、高師直(矢作川之戰、手越河原之戰)，但不敵足利尊氏，於箱根戰敗(箱根竹之下之戰)。楠木正成死守京都，足利軍敗退。後，新田義貞奉命前往西國追討足利尊氏，但被足利尊氏盟友赤松則村阻擋於播磨國。
1336年，足利尊氏自九州另起兵，攻擊朝廷，在神戶發生湊川之戰，楠木正成殉國，新田義貞敗走。
1337年奉後醍醐天皇敕意，護送恒良親王、尊良親王至北陸，遭受攻擊，尊良親王自盡，恆良親王被俘。(南北朝金崎之戰)
1338年再次起兵，在越前率親兵武士數十人前往督軍時，被敵軍弓箭手伏擊，親兵數十人伏於新田義貞之上擋箭，義貞不忍，自起身衝鋒，頭部中箭，劇痛，自刎而死。新田義貞死後，親兵數十人全部身殉，或舉刀切腹，或衝入陣中為亂軍射死。(藤島之戰)